# Robert Hovhannisian
Robert Hovhannisian (Yerevan, 23 de març de 1991), és un jugador d'escacs armeni que té el títol de Gran Mestre des de 2010.
A la llista d'Elo de la FIDE del desembre de 2021, hi tenia un Elo de 2643 punts, cosa que en feia el jugador número 4 (en actiu) d'Armènia, i el 107 del món. El seu màxim Elo va ser de 2650 punts, a la llista de l'agost de 2019.

## Resultats destacats en competició
El 2011, malgrat estar encara en edat júnior, va guanyar la 71a edició del Campionat d'Armènia absolut i fou membre de l'equip armeni que va guanyar la medalla d'or al Campionat del món per equips a Ningbo 2011.
El juny de 2011 empatà als llocs 2n–6è amb Konstantine Shanava, Mikhail Ulibin, Maksim Túrov i Levon Babujian al 4t Memorial Karèn Asrian a Djermuk (el campió fou Tigran Kotanjian),
L'agost de 2011 fou segon al Campionat del món juvenil a Chennai (el campió fou el polonès Dariusz Świercz). El gener de 2012 fou segon al Campionat d'Armènia, per darrere de Tigran L. Petrossian.
L'octubre de 2015 fou 2n-4t el 4t Memorial Oliver González jugat a Leganés (Espanya) destacat amb 7 punts de 9 (el campió fou Karèn H. Grigorian). El desembre de 2015 fou 2-10è (novè en el desempat) de l'Al Ain Classic amb 6½ punts de 9 (els campió fou Wang Hao).
El juliol de 2019 va guanyar el prestigiós Open Internacional de Benasc fent 8,5 punts de 10 superant en desempat al Gran Mestre Mateusz Bartel.